# Гаваудан
Гавауда́н (бл. 1195–1215) — провансальський трубадур.
Писав у темному стилі. Його вишукані твори не завжди піддаються однозначному тлумаченню. Одна з пісень Гаваудана («Пісня про приреченість тих, хто душею низький») присвячена подіям Альбігойського хрестового походу, коли Фолькет Марсельський виступив проти громадян Тулузи, що залишилися вірними графові Раймунду VI Тулузькому.

## Твори
- A la pus longa nuech de l'an
- Crezens, fis, verays et entiers
- Dezamparatz, ses companho
- Ieu no suy pars als autres trobadors
- L'autre dia, per un mati
- Lo mes e·l temps e l'an deparc
- Lo vers dech far en tal rima
- Patz passien ven del Senhor
- Senhors, per los nostres peccatz
- Un vers vuelh far, chantador